# Paolo Ranno
Paolo Ranno (Melilli, 23 febbraio 1966) è un ex tiratore a segno italiano.

## Biografia
Nato nel 1966 a Melilli, in provincia di Siracusa, sposato con Maria Lucia Marras, due figli Lorenzo e Giulia, a 34 anni ha partecipato ai Giochi olimpici di Sydney 2000.
Da giovane ha praticato karate (cintura nera 1°dan anno 1983) e tennis. Arruolato nell'Arma dei Carabinieri,  tra gli anni 80 e 90 ha contribuito alla lotta contro il banditismo sardo e il sequestro di persona. 
A 27 anni, 1993,  inizia a praticare il tiro agonistico per il TSN di Sassari  e nel 1995 viene trasferito al Cenro Sportivo Carabinieri di Roma.
Nella carriera agonistica vanta 
5 ori, 2 argenti e 1 bronzo in edizioni di campionati internazionali e 19 ori, 12 argenti e 11 bronzi in titoli italiani assoluti civili e militari
Dopo il ritiro è diventato allenatore, entrando in seguito nello staff tecnico della nazionale italiana.